# Onychothemis celebensis
Onychothemis celebensis is een libellensoort uit de familie van de korenbouten (Libellulidae), onderorde echte libellen (Anisoptera).
De wetenschappelijke naam Onychothemis celebensis is voor het eerst geldig gepubliceerd in 1912 door Ris.